# Fundacja Rozwoju Sportu w Lublinie

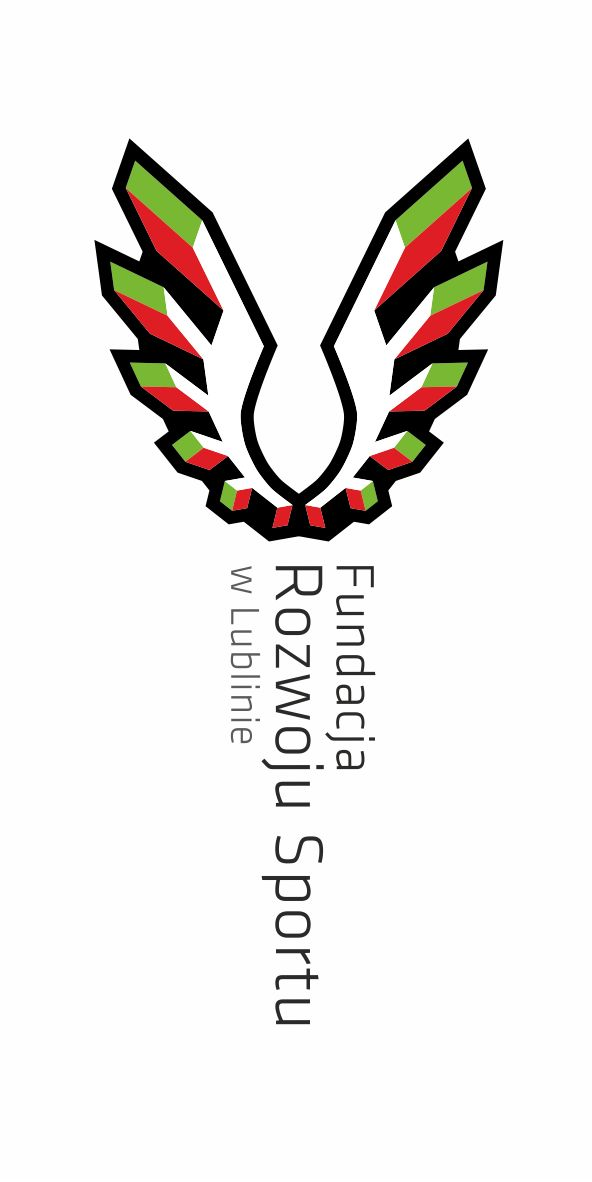
Logotyp Fundacji Rozwoju Sportu w Lublinie

Fundacja Rozwoju Sportu w Lublinie – lubelska organizacja pozarządowa, zarejestrowana w Krajowym Rejestrze Sądowym pod numerem 000378048. Została powołana 24 stycznia 2011 roku z inicjatywy Prezydenta Miasta Lublin dra Krzysztofa Żuka przy współudziale dwóch spółek miejskich: Lubelskiego Przedsiębiorstwa Energetyki Cieplnej Sp. z o.o. oraz Miejskiego Przedsiębiorstwa Wodociągów i Kanalizacji w Lublinie Sp. z o.o.
Głównym celem jaki został przed nią postawiony to działanie na rzecz upowszechniania kultury fizycznej oraz wspomaganie rozwoju sportu na Lubelszczyźnie. Zadania te realizowane są poprzez animowanie, organizowanie i finansowanie przedsięwzięć oraz inicjatyw związanych ze sportem i szeroko rozumianą promocją kultury fizycznej na Lubelszczyźnie.
Aktualnie funkcję Prezesa Zarządu Fundacji sprawuje Marcin Bielski.

## Większe zrealizowane przedsięwzięcia
- Międzynarodowy Turniej Piłki Nożnej Plażowej współorganizowany z Polskim Związkiem Piłki Nożnej[4].
- Marcin Gortat Camp 2011[5].
- 90-ta rocznica powstania klubu sportowego WKS „Lublinianka”[6].
- Gala Mistrzów Sportu Województwa Lubelskiego[7].
- Międzynarodowy Turniej Otwartej Bałtyckiej Ligi Mistrzów w Plażowej Piłce Nożnej („Open Baltic Beachsoccer Champions League”)[8].
- Koszykarski Weekend z Marcinem Gortatem: Marcin Gortat Camp 2012, III Otwarte Mistrzostwa Lublina w Koszykówce Ulicznej „Streetball Cup 2012” oraz Międzynarodowy Dziecięcy Turniej „Lublin Basket Cup”[9].
- „Dziki Maraton Lubelski” – bieg ulicami Lublina na dystansie 42 km i 195 m[10].
- Treningi bokserskie i zajęcia na siłowni dla młodzieży współorganizowane w ramach akcji Urzędu Miasta Lublin „Wakacje na Sportowo”[11].
- Zawody biegowe na dystansie 10 km „Pierwsza DYCHA do Maratonu” realizowane w ramach cyklu „Cztery DYCHY do Maratonu”[12].
- Międzynarodowy dwumecz drugiej rundy Pucharu Zdobywców Pucharów pomiędzy: SPR Lublin a ADA Colegio Joao de Barros[13].
- Zawody biegowe na dystansie 10 km „Druga DYCHA do Maratonu” realizowane w ramach cyklu „Cztery DYCHY do Maratonu”[14].
- Bieżące wsparcie finansowe, rzeczowe i organizacyjne klubów sportowych oraz instytucji zajmującym się organizacją i rozwojem sportu w Lublinie.
- Od 2012 roku Fundacja patronuje inicjatywie społecznej „Maraton Lubelski”[15] – środowisku dążącemu do zorganizowania 8 czerwca 2013 roku „Pierwszego Maratonu Lubelskiego”.